# Pierre-Marie-Joseph Darcimoles
Pierre-Marie-Joseph Darcimoles ou Pierre-Marie-Joseph d'Arcimoles né le 8 décembre 1802 à Rueyres (Lot), mort le 11 janvier 1857 à Aix-en-Provence, est un ecclésiastique français, évêque du Puy-en-Velay de 1840 à 1847 puis archevêque d'Aix-en-Provence de 1847 à sa mort.

## Biographie
Né au sein de la famille bourgeoise d'Arcimoles, dans le Lot, il étudie au collège de Cahors, puis au collège Stanislas de Paris avant d'entrer au grand séminaire de Saint-Sulpice.
Ordonné le 23 décembre 1826, l'abbé Darcimoles est chanoine titulaire puis grand vicaire pour le diocèse de Sens.
Il est sacré évêque du Puy-en-Velay le 23 août 1840 en la cathédrale Saint-Étienne de Sens par Jean-Joseph-Marie-Victoire de Cosnac, archevêque de Sens assisté par Auguste Allou, évêque de Meaux et Paul Naudo, évêque de Nevers. Du 24 mars au 4 avril 1842, il préside le 24e jubilé du Puy-en-Velay. Ce premier jubilé du XIXe siècle comptait, selon une source[Laquelle ?], environ 50 000 pèlerins. Toutefois, d'après une autre[Laquelle ?], la ville accueillit 142 000 fidèles dont la reine Marie-Amélie de Bourbon-Siciles.
Le 12 avril 1847, il devient archevêque d'Aix-en-Provence. Il meurt en son diocèse le 11 janvier 1857.

## Distinctions
- Officier de la Légion d'honneur (29 septembre 1852)[3]